# Горња кривина (Тимиш)
Горња кривина (рум. Crivina de Sus) насеље је у Румунији у округу Тимиш у општини Пиетроаса. Oпштина се налази на надморској висини од 288 m.

## Становништво
Према подацима из 2002. године у насељу је живело 230 становника, од којих су сви румунске националности.